# Отрада (Быковский сельсовет)
Отрада — село в Горшеченском районе Курской области России. Входит в состав Быковского сельсовета.

## География
Село находится в восточной части Курской области, в лесостепной зоне, в пределах юго-западной части Среднерусской возвышенности, на расстоянии примерно 14 километров (по прямой) к северо-западу от посёлка городского типа Горшечное, административного центра района. Абсолютная высота — 242 метра над уровнем моря.
Часовой пояс
Село Отрада, как и вся Курская область, находится в часовой зоне МСК (московское время). Смещение применяемого времени относительно UTC составляет +3:00.

## Население
| 1859 | 2002 | 2010 |
| ---- | ---- | ---- |
| 305  | ↘163 | ↘114 |

Гендерный состав
По данным Всероссийской переписи населения 2010 года в гендерной структуре населения мужчины составляли 46,5 %, женщины — соответственно 53,5 %.
Национальный состав
Согласно результатам переписи 2002 года, в национальной структуре населения русские составляли 97 % из 163 чел.

## Улицы
Уличная сеть села состоит из четырёх улиц.

## Транспорт
К югу от села проходит автотрасса федерального значения Р298.